# Turn Around (5, 4, 3, 2, 1)
Turn Around (5, 4, 3, 2, 1) is een single van de Amerikaanse rapper Flo Rida. Het is de tweede single van het derde album, Only One Flo (Part 1). Het nummer werd op 8 november 2010 uitgebracht. In Duitsland heeft het nummer goud gehaald, terwijl in de Benelux het nummer geen succes werd: in België bleef het nummer in de Ultratip hangen en in Nederland verscheen het niet eens in de toplijsten.

## Tracklist

### Single
1. Turn Around (5, 4, 3, 2, 1)	 3:21

### Duitse download
1. Turn Around (5, 4, 3, 2, 1)	 3:21
2. Turn Around (5, 4, 3, 2, 1) (Instrumental)	 3:18
3. Turn Around (5, 4, 3, 2, 1) (Acapella)	 3:18

### Duitse cd-single
1. Turn Around (5, 4, 3, 2, 1)
2. Turn Around (5, 4, 3, 2, 1) (DJ Bam Bam Radio Remix)